# Marie-Thérèse Armentero
Marie-Thérèse Armentero (Suiza, 13 de noviembre de 1965) es una nadadora  retirada especializada en pruebas de estilo libre corta distancia, donde consiguió ser medallista de bronce mundial en 1986 en los 50 metros estilo libre.

## Carrera deportiva
En el Campeonato Mundial de Natación de 1986 celebrado en Madrid (España), ganó la medalla de bronce en los 50 metros estilo libre, con un tiempo de 25.93 segundos, tras la rumana Tamara Costache  (oro con 25.28 segundos que fue récord del mundo) y la alemana Kristin Otto  (plata con 25.50 segundos).